# Heteropeza transmarina
Heteropeza transmarina är en tvåvingeart som beskrevs av Ignaz Rudolph Schiner 1868. Heteropeza transmarina ingår i släktet Heteropeza och familjen gallmyggor. Inga underarter finns listade i Catalogue of Life.